# Gerdt Kutscher
Gerdt Kutscher (* 27. Juni 1913 in Charlottenburg; † 17. September 1979 in West-Berlin) war ein deutscher Altamerikanist. Er war wissenschaftlicher Beamter am Ibero-Amerikanischen Institut der Stiftung Preußischer Kulturbesitz und lehrte als Honorarprofessor an der Freien Universität Berlin.

## Leben

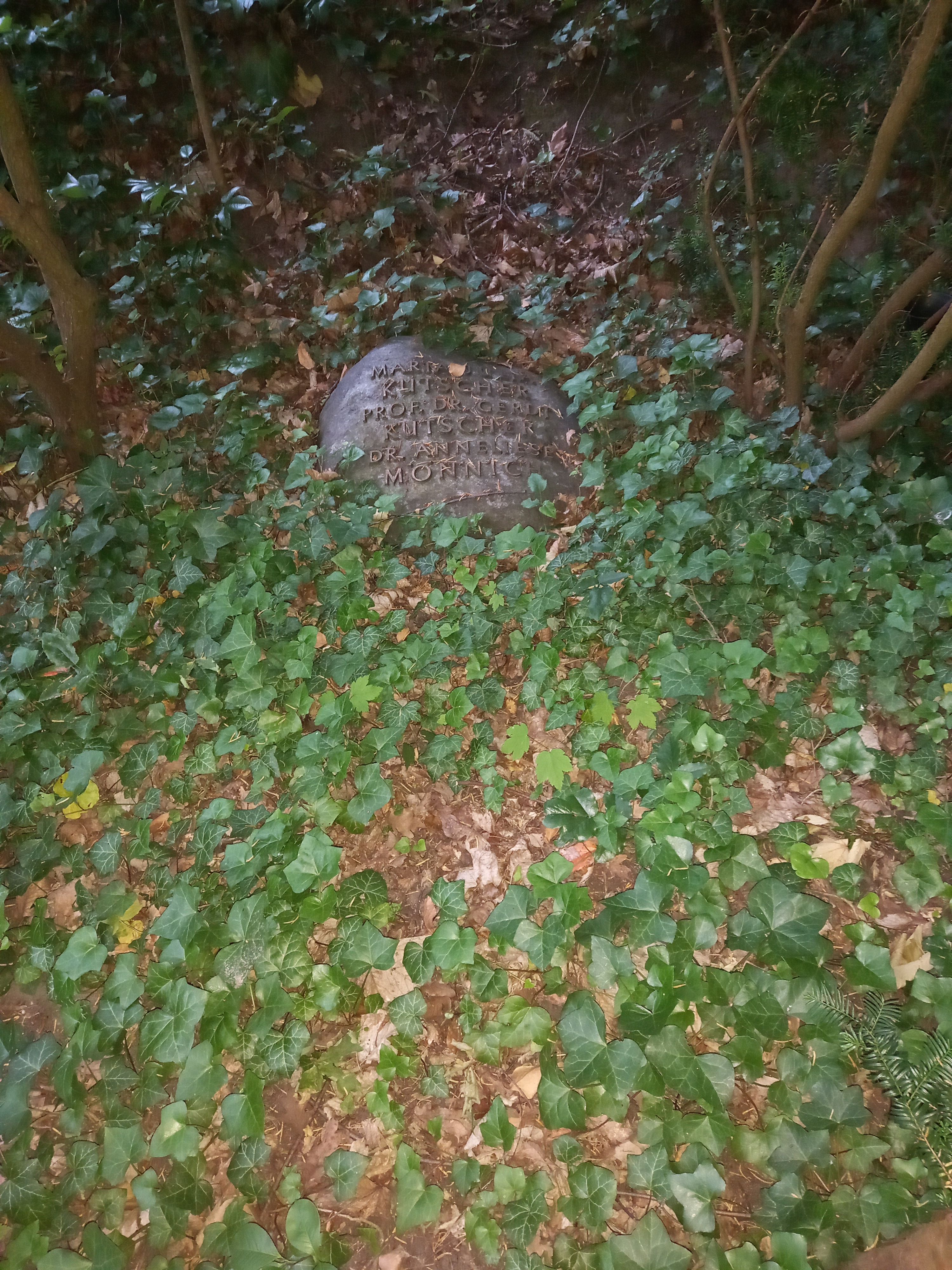
Das Grab von Gerdt Kutscher auf dem Friedhof Heerstraße in Berlin

Gerdt Kutscher war der Sohn eines Hauptmanns aus Pommern und einer aus Prag stammenden Kaufmanns- und Bankierstochter, die Mitglied der Gesellschaft der Bibliophilen war. Er wuchs zunächst in Hamburg auf, bis er nach der Trennung der Eltern 1928 mit seiner Mutter nach Berlin zurückkehrte. Er sammelte seit seiner Kindheit Bücher und verfügte, als er volljährig wurde, bereits über eine Bibliothek von mehr als 1000 Titeln. Als Primaner half Kutscher unter Walter Lehmann bei der ersten großen Ausstellung altamerikanischer Kunst im Berliner Völkerkundemuseum mit. Ab 1930 verfasste er erste kurze, hand- oder maschinengeschriebene und selbst illustrierte Bücher über Deutschlands Kolonialversuche (in dem er den angeblichen Sieg der Deutschen über die Hereros als „nutzlosen Mord“ verurteilte) sowie über außereuropäische Kulturen.
Am Mommsen-Gymnasium legte er 1932 die Abiturprüfung ab und begann ein Studium der Völkerkunde und (Alt-)Amerikanistik an der Friedrich-Wilhelms-Universität, u. a. bei Walter Lehmann, Konrad Theodor Preuss, Max Uhle, Robert Lehmann-Nitsche, Fritz Krause und Richard Thurnwald. Ab 1936 ließ Kutscher sein Studium aus politischen Gründen ruhen – er wollte nicht der NS-Fachschaft beitreten und es gab Zweifel an der „arischen“ Abstammung seines Großvaters – und begann stattdessen als unbezahlter Assistent Walter Lehmanns am Ibero-Amerikanischen Institut (IAI) zu arbeiten.
Bald darauf begann er mit der Dissertation bei Konrad Theodor Preuss, nach dessen Tod wechselte er zu Walter Lehmann und begann ein neues Thema: Die figürlichen Vasenmalereien der frühen Chimu. Nachdem auch Lehmann gestorben war, übernahmen Franz Termer und Richard Thurnwald die Betreuung. Wegen „habitueller Hüftgelenksluxation“ wurde Kutscher im Zweiten Weltkrieg ausgemustert, 1942 wurde er als Wissenschaftlicher Referent am IAI angestellt, wo er den Nachlass seines akademischen Lehrers bearbeitete und edierte. Er schloss seine Dissertation im Oktober 1944 ab. Während diese von beiden Gutachtern als „sehr gut“ bzw. „ausgezeichnet“ bewertet wurde und er auch die mündliche Prüfung bei Thurnwald mit ausgezeichnetem Erfolg bestanden hatte, verzögerte sich die zweite Prüfung aufgrund der Umstände der Endphase des Krieges bzw. der unmittelbaren Nachkriegszeit bis zum September 1945 und er musste sie anstelle von Termer bei Walter Krickeberg ablegen. Die Promotionsurkunde wurde ihm erst nach der Wiedereröffnung der Berliner Universität im Sommer 1946 ausgestellt.
Nach Kriegsende arbeitete Kutscher weiter in der Lateinamerikanischen Bibliothek des IAI und verhinderte durch eine Eingabe an den Berliner Magistrat, dass die Bibliothek Walter Lehmanns nach München abtransportiert wurde. Kurz nach der Gründung der Freien Universität Berlin (FU) übernahm er dort ab 1949 einen Lehrauftrag in der Fachrichtung Ethnologie. Ein 1951 gestellter Antrag auf Habilitation wurde nicht weiterverfolgt, möglicherweise weil das Fach „Amerikanistik“ zu der Zeit in Berlin nicht mit einer ordentlichen Professur vertreten war. Am Ibero-Amerikanischen Institut, das sich während der Berliner Teilung in der ehemaligen Siemensvilla in Lankwitz im Westteil der Stadt befand, stieg er 1955 zum Wissenschaftlichen Rat, 1966 zum Wissenschaftlichen Oberrat und 1970 zum Wissenschaftlichen Direktor auf.
Nach mehr als einem Jahrzehnt als Lehrbeauftragter ernannte die FU Berlin Kutscher 1962 zum Honorarprofessor für Altamerikanistik. Durch seine Lehrtätigkeit trug er entscheidend zur Etablierung der Altamerikanistik an der Freien Universität bei. Kutscher prägte die Bezeichnung „Altamerikanistik“ für das Fach, das zuvor schlicht „Amerikanistik“ genannt wurde. Die Unterscheidung wurde erforderlich, da in den 1960er-Jahren unter Amerikanistik zunehmend die Wissenschaft von der (englischen) Sprache und Literatur Nordamerikas verstanden wurde. Zugleich widerspiegelte die Bezeichnung den damals vorherrschenden Schwerpunkt der Forschung, der eher auf der Geschichte, Archäologie und Philologie der präkolumbischen Hochkulturen als auf der Beschäftigung mit den zeitgenössischen indigenen Völkern des Doppelkontinents lag.
Daneben engagierte er sich auch in der Wissensvermittlung für Laien, etwa durch Kurse an den Berliner Volkshochschulen, Vorträge an der Urania und im Amerika-Haus, Beiträge für Rundfunk und Tageszeitungen. Kutscher übernahm 1971 den Vorsitz im Institutsrat des neugegründeten Lateinamerika-Instituts der FU Berlin und sicherte damit dessen Funktionsfähigkeit, nachdem alle Hochschullehrer aufgrund politischer Konflikte aus dem Rat ausgeschieden waren. Er leitete den Institutsrat bis 1976 und blieb bis 1978 stellvertretender Vorsitzender. Noch bis kurz vor seinem Tod an Herzversagen hielt Kutscher Lehrveranstaltungen und hatte für das nächste Semester bereits weitere geplant. Kutschers bedeutendster Schüler und wissenschaftlicher Assistent war Jürgen Golte, der die Altamerikanistik an der FU als Assistenzprofessor und ab 1980 als ordentlicher Professor weiter vertrat.

## Werk
Kutscher ist vor allem für seine Forschung zur Ikonographie der peruanischen Moche-Kultur bekannt, mit der er sich bereits in seiner Dissertation beschäftigte. Daneben arbeitete er überwiegend editorisch, indem er insbesondere die Nachlässe von Altamerikanisten wie Walter Lehmann bearbeitete und posthum herausgab. Mit Indiana begründete er eine der wenigen auf Altamerikanistik spezialisierten Fachzeitschriften im deutschsprachigen Raum.

## Veröffentlichungen (Auswahl)
- Chimu. Eine altindianische Hochkultur. Gebr. Mann, Berlin 1950.
- Nordperuanische Gefäßmalereien des Moche-Stils. C. H. Beck, München 1983.